# Seidenfadeniella filiformis
Seidenfadeniella filiformis är en orkidéart som först beskrevs av Heinrich Gustav Reichenbach, och fick sitt nu gällande namn av Eric Alston Christenson och Paul Ormerod. Seidenfadeniella filiformis ingår i släktet Seidenfadeniella och familjen orkidéer. Inga underarter finns listade i Catalogue of Life.